# Неделево
Неделево (болг. Неделево) — село в Болгарии. Находится в Пловдивской области, входит в общину Сыединение. Население составляет 446 человек.

## Политическая ситуация
В местном кметстве Неделево, в состав которого входит Неделево, должность кмета (старосты) исполняет Тодор Георгиев Белаков по результатам выборов правления кметства.
Кмет (мэр) общины Сыединение — Атанас Балкански(ГЕРБ болг.(Граждани за европейско развитие на България))  по результатам выборов в правление общины.